# Крістофер Мартінш Перейра
Крістофер Мартінш Перейра (люксемб. Christopher Martins Pereira, нар. 19 лютого 1997, Люксембург) — люксембурзький футболіст кабовердійського походження, півзахисник клубу «Спартак» (Москва) і національної збірної Люксембургу.

## Клубна кар'єра
Народився 19 лютого 1997 року в місті Люксембург. Вихованець юнацьких команд футбольних клубів «Роданж 91», «Расінг» (Люксембург) та французького «Олімпіка» (Ліон).
Уперше в дорослому футболі зіграв 2013 року за основну команду люксембурзького «Расінга», в якій 16-річний гравець взяв участь у 8 матчах чемпіонату. 
Після переходу до клубної системи ліонського «Олімпіка» у 2014 році почав регулярно залучатися до ігор другої команди цього клубу, що грала у четвертому французькому дивізіоні.
2017 року дебютував в офіційних іграх за головну команду ліонського клубу, проте відразу не зміг вибороти конкуренцію за місце у її складі і був відданий в оренду до клубу «Бур-ан-Бресс Перонна» з Ліги 2. Не зумів допомогти команді за результатами сезону 2017/18 зберегти місце у другому французькому дивізіоні.
Влітку 2018 був відданий в оренду до «Труа», який саме понизився у класі до другого дивізіону з Ліги 1.

## Виступи за збірні
2012 року дебютував у складі юнацької збірної Люксембургу, взяв участь у 9 іграх на юнацькому рівні, відзначившись одним забитим голом.
З 2014 року залучається до складу молодіжної збірної Люксембургу.
Народившись у Люксембурзі в родині вихідців з Кабо-Верде, мав право на уровні національних збірних захищати кольори будь-якої з цих країн. Попри історію виступів за юнацькі збірні Люксембургу і виклик до його національної команди ще у березні 2013 року, 16-річний на той час гравець цей виклик відхилив. Але вже восени наступного 2014 року зробив свій вибір на користь європейської збірної і дебютував в офіційних матчах у складі національної збірної Люксембургу.

## Статистика виступів

### Статистика виступів за збірну
| Дата       | Місто      | Господарі          | Результат | Гості                | Турнір                               | Голи | Примітки |
| ---------- | ---------- | ------------------ | --------- | -------------------- | ------------------------------------ | ---- | -------- |
| 8-9-2014   | Люксембург | Люксембург         | 1 – 1     | Білорусь             | Відбір до ЧЄ 2016                    | -    | 5'       |
| 9-10-2014  | Скоп'є     | Північна Македонія | 3 – 2     | Люксембург           | Відбір до ЧЄ 2016                    | -    |          |
| 12-10-2014 | Люксембург | Люксембург         | 0 – 4     | Іспанія              | Відбір до ЧЄ 2016                    | -    | 61'      |
| 15-11-2014 | Люксембург | Люксембург         | 0 – 3     | Україна              | Відбір до ЧЄ 2016                    | -    | 11'- 53' |
| 9-6-2015   | Люксембург | Люксембург         | 0 – 0     | Молдова              | товариський матч                     | -    | 46'      |
| 5-9-2015   | Люксембург | Люксембург         | 1 – 0     | Північна Македонія   | Відбір до ЧЄ 2016                    | -    | 43'- 71' |
| 9-10-2015  | Логроньо   | Іспанія            | 4 – 0     | Люксембург           | Відбір до ЧЄ 2016                    | -    | 79'      |
| 12-10-2015 | Люксембург | Люксембург         | 2 – 4     | Словаччина           | Відбір до ЧЄ 2016                    | -    |          |
| 13-11-2015 | Діфферданж | Люксембург         | 0 – 1     | Греція               | товариський матч                     | -    | 63'      |
| 17-11-2015 | Люксембург | Люксембург         | 0 – 2     | Португалія           | товариський матч                     | -    | 46'      |
| 25-3-2016  | Люксембург | Люксембург         | 0 – 3     | Боснія і Герцеговина | товариський матч                     | -    | 59'      |
| 29-3-2016  | Люксембург | Люксембург         | 0 – 2     | Албанія              | товариський матч                     | -    | 62'      |
| 31-5-2016  | Люксембург | Люксембург         | 1 – 3     | Нігерія              | товариський матч                     | -    |          |
| 2-9-2016   | Рига       | Латвія             | 3 – 1     | Люксембург           | товариський матч                     | -    | 72'      |
| 6-9-2016   | Софія      | Болгарія           | 4 – 3     | Люксембург           | Відбір до ЧС 2018                    | -    | 29'      |
| 7-10-2016  | Люксембург | Люксембург         | 0 – 1     | Швеція               | Відбір до ЧС 2018                    | -    |          |
| 10-10-2016 | Борисов    | Білорусь           | 1 – 1     | Люксембург           | Відбір до ЧС 2018                    | -    | 34'      |
| 25-3-2017  | Люксембург | Люксембург         | 1 – 3     | Франція              | Відбір до ЧС 2018                    | -    |          |
| 28-3-2017  | Есперанж   | Люксембург         | 0 – 2     | Кабо-Верде           | товариський матч                     | -    | 73'      |
| 4-6-2017   | Люксембург | Люксембург         | 2 – 1     | Албанія              | товариський матч                     | -    |          |
| 9-6-2017   | Роттердам  | Нідерланди         | 5 – 0     | Люксембург           | Відбір до ЧС 2018                    | -    | 90'      |
| 3-9-2017   | Тулуза     | Франція            | 0 – 0     | Люксембург           | Відбір до ЧС 2018                    | -    |          |
| 7-10-2017  | Стокгольм  | Швеція             | 8 – 0     | Люксембург           | Відбір до ЧС 2018                    | -    |          |
| 10-10-2017 | Люксембург | Люксембург         | 1 – 1     | Болгарія             | Відбір до ЧС 2018                    | -    |          |
| 9-11-2017  | Люксембург | Люксембург         | 2 – 1     | Угорщина             | товариський матч                     | -    | 90+2'    |
| 22-3-2018  | Та-Калі    | Мальта             | 0 – 1     | Люксембург           | товариський матч                     | -    | 88'      |
| 31-5-2018  | Люксембург | Люксембург         | 0 – 0     | Сенегал              | товариський матч                     | -    | 74' 83'  |
| 5-6-2018   | Люксембург | Люксембург         | 1 – 0     | Грузія               | товариський матч                     | -    | 77'      |
| 8-9-2018   | Люксембург | Люксембург         | 4 – 0     | Молдова              | Ліга націй УЄФА 2018-2019 - 1-й етап | 1    |          |
| 11-9-2018  | Серравалле | Сан-Марино         | 0 – 3     | Люксембург           | Ліга націй УЄФА 2018-2019 - 1-й етап | -    |          |
| 12-10-2018 | Мінськ     | Білорусь           | 1 – 0     | Люксембург           | Ліга націй УЄФА 2018-2019 - 1-й етап | -    |          |
| 15-10-2018 | Люксембург | Люксембург         | 3 – 0     | Сан-Марино           | Ліга націй УЄФА 2018-2019 - 1-й етап | -    |          |
| 15-11-2018 | Люксембург | Люксембург         | 0 – 2     | Білорусь             | Ліга націй УЄФА 2018-2019 - 1-й етап | -    | 81'      |
| 22-3-2019  | Люксембург | Люксембург         | 2 – 1     | Литва                | Відбір до ЧЄ 2020                    | -    | 30'      |
| 25-3-2019  | Люксембург | Люксембург         | 1 – 2     | Україна              | Відбір до ЧЄ 2020                    | -    |          |
| 2-6-2019   | Люксембург | Люксембург         | 3 – 3     | Мадагаскар           | товариський матч                     | -    | 63'      |
| 7-6-2019   | Вільнюс    | Литва              | 1 – 1     | Люксембург           | Відбір до ЧЄ 2020                    | -    |          |
| 10-6-2019  | Львів      | Україна            | 1 – 0     | Люксембург           | Відбір до ЧЄ 2020                    | -    |          |
| 5-9-2020   | Баку       | Азербайджан        | 1 – 2     | Люксембург           | Ліга націй УЄФА 2020-2021 - 1-й етап | -    |          |
| 8-9-2020   | Люксембург | Люксембург         | 0 – 1     | Чорногорія           | Ліга націй УЄФА 2020-2021 - 1-й етап | -    | 1', 84'  |
| 24-3-2021  | Дебрецен   | Катар              | 1 – 0     | Люксембург           | товариський матч                     | -    | 59'      |
| 27-3-2021  | Дублін     | Ірландія           | 0 – 1     | Люксембург           | Відбір до ЧС 2022                    | -    |          |
| 30-3-2021  | Люксембург | Люксембург         | 1 – 3     | Португалія           | Відбір до ЧС 2022                    | -    | 87'      |
| 2-6-2021   | Малага     | Норвегія           | 1 – 0     | Люксембург           | товариський матч                     | -    | 69'      |
| Усього     |            | Матчів             | 44        |                      | Голів                                | 1    |          |

| Дата     | Місто     | Господарі  | Результат | Гості      | Турнір                             | Голи | Примітки |
| -------- | --------- | ---------- | --------- | ---------- | ---------------------------------- | ---- | -------- |
| 5-3-2014 | Горі      | Грузія     | 1 – 1     | Люксембург | Кваліфікація молодіжного Євро-2015 | -    | 70'      |
| 3-6-2014 | Маастрихт | Нідерланди | 3 – 1     | Люксембург | Кваліфікація молодіжного Євро-2015 | -    | 79'      |
| Усього   |           | Матчів     | 2         |            | Голів                              | 0    |          |

## Титули і досягнення
- Чемпіон Швейцарії (2):

«Янг Бойз»: 2019-20, 2020-21
- Володар Кубка Швейцарії (1):

«Янг Бойз»: 2019-20
- Володар Кубка Росії  (1):

«Спартак» (Москва): 2021-22